# Claosaurus
Claosaurus (/ˌkleɪəˈsɔːrəs/ KLAY-ə-SOR-əs; grego κλάω, klao significando 'quebrado' e σαῦρος, sauros significando 'lagarto'; “lagarto quebrado”, referindo-se à posição estranha dos fósseis quando descobertos) é um gênero de dinossauro do clado Hadrosauroidea que viveu durante o período Cretáceo Superior (Santoniano-Campaniano).
Tradicionalmente classificado como um dos primeiros membros da família Hadrosauridae, uma análise de 2008 descobriu que o Claosaurus agilis está fora do clado que contém o Hadrosaurus e outros hadrossauroides, tornando-o o parente não hadrossauroide mais próximo dos verdadeiros hadrossauroides dentro do clado Hadrosauromorpha.

## Descrição
Devido à insuficiência de restos fósseis (“minoria de crânio e esqueleto parcial”), o tamanho de um Claosaurus adulto permanece incerto. No entanto, Thomas Holtz deu uma estimativa de comprimento de 3,7 m e uma estimativa de massa como a de um leão. Como outros hadrossauros, ele era um herbívoro.

## História

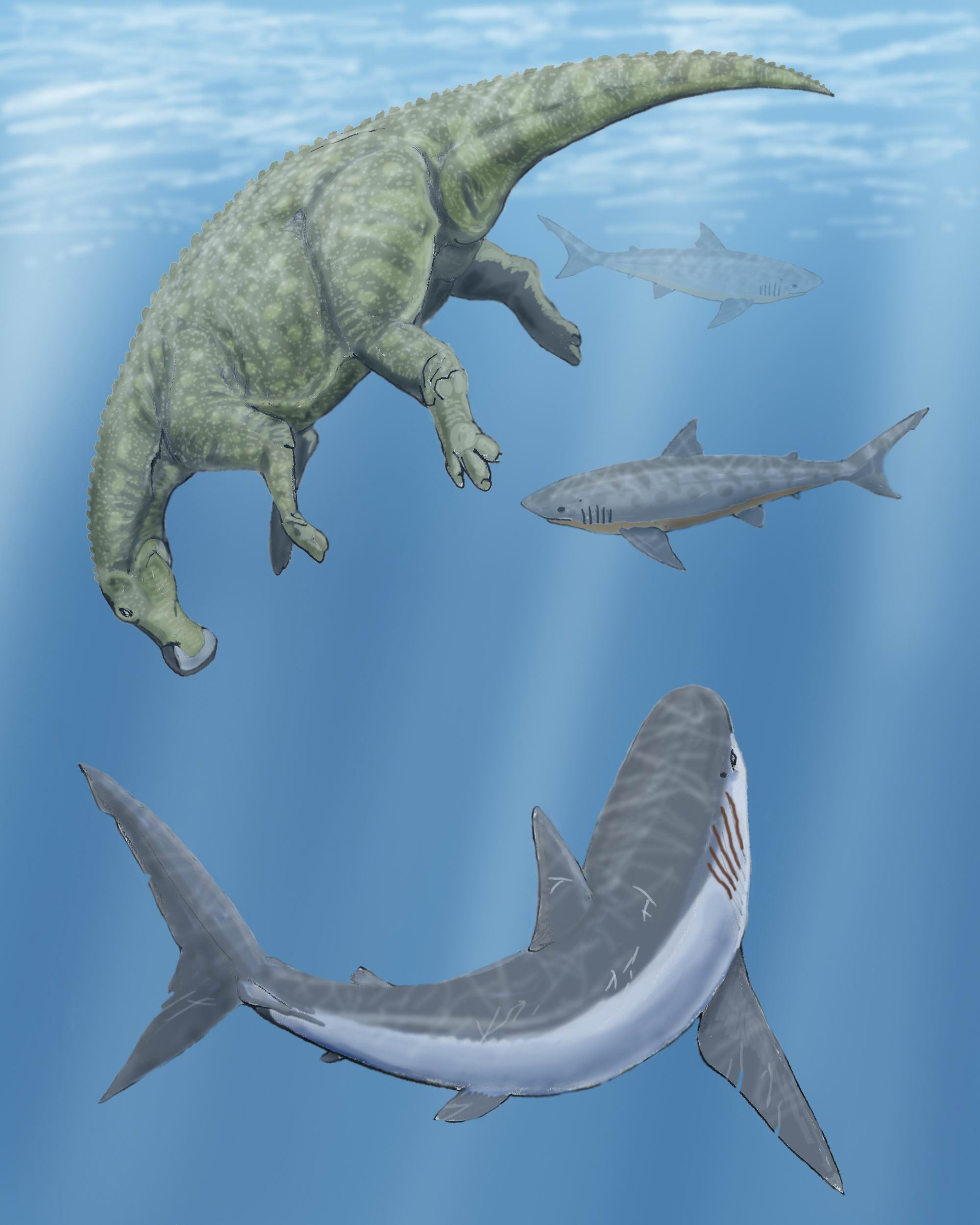
Um Cretoxyrhina e dois Squalicorax circulando em torno de um Claosaurus morto no Mar Interior Ocidental.

A evidência de sua existência foi encontrada pela primeira vez na Formação Niobrara [en], perto do Rio Smoky Hill, no Kansas, Estados Unidos, na forma de fragmentos parciais de crânio e como um esqueleto pós-craniano articulado. Originalmente chamado de Hadrosaurus agilis (Marsh, 1872), foi colocado em um novo gênero e renomeado como Claosaurus agilis em 1890, quando grandes diferenças entre o espécime e o Hadrosaurus vieram à tona.
Em 1892, Marsh nomeou uma segunda espécie, C. annectens. Posteriormente, foi reatribuída ao Anatosaurus e depois ao Edmontosaurus, onde se encontra atualmente. G. R. Wieland nomeou a terceira espécie C. affinis em 1903, que ele comparou ao C. annectens. O C. affinis foi fundado em restos da formação Pierre Shale da Dakota do Sul, encontrados em associação com restos da tartaruga marinha gigante Archelon. Em algum momento após sua descrição, os restos fragmentários foram misturados com os restos originais do C. agilis, e um osso do dedo do pé do C. agilis foi acidentalmente considerado como a única parte dos restos do holótipo que poderia ser localizada. Esse fato foi corrigido por Joseph Gregory em 1948, que encontrou três ossos do pé direito de um grande hadrossauro nas coleções de Yale com preservação comparável à dos restos da tartaruga de Pierre Shale e que estavam associados a rótulos com a caligrafia de Wieland. Gregory descobriu que os ossos do dedo do pé eram muito semelhantes em tamanho aos ossos correspondentes do Claosaurus annectens de Marsh, mas não reatribuiu a espécie devido à sua idade muito mais avançada e aos restos fragmentários. O C. affinis foi considerado um hadrossauro duvidoso na revisão de 2004 por Jack Horner e colegas. Eles relataram que seu material tipo estava perdido, embora também tenham relatado que os restos incluíam apenas um único osso do dedo do pé, em vez dos três ossos do dedo do pé descritos por Gregory.
Os relatos de gastrólitos, ou cálculos estomacais, no Claosaurus são, na verdade, baseados em um provável duplo erro de identificação. O espécime que se acredita ter gastrólitos é, na verdade, do Edmontosaurus annectens. Barnum Brown, que descobriu o espécime em 1900, referiu-se a ele como Claosaurus, porque se pensava que o E. annectens era uma espécie de Claosaurus na época. Além disso, é mais provável que os supostos gastrólitos representem cascalho arrastado durante o sepultamento.